# Dlouhohrající děcka
Dlouhohrající děcka je sedmé studiové album české skupiny J.A.R.. Vydáno bylo v září roku 2011 společností Sony Music a jeho producentem byl vůdce skupiny Roman Holý. Autory bookletu alba jsou Vladimir 518 a Tomáš Třeštík. Kromě členů kapely na album svým hlasem přispěli Tereza Černochová, James Cole, Matěj Ruppert, ale také sportovní komentátor Jaromír Bosák.

## Seznam skladeb
1. Zlejch starejch dědků je plnej svět
2. Stability
3. Vidět Boha konec světa
4. Moc not
5. S Hamasem
6. Optimistický toxikoman
7. Credo
8. Vývoj hňupa
9. Kosti minulosti
10. Eko bio green dia
11. Nové vize mužů
12. Mick Hucknall
13. Pokora Hitlera
14. Generál Lauda
15. Promiň holka

## Obsazení
J.A.R.
- Roman Holý – zpěv, kytara, baskytara, klávesy, syntezátory
- Dan Bárta – zpěv
- Michael Viktořík – hlas
- Oto Klempíř – hlas
- Miroslav Chyška – kytara
- Robert Balzar – baskytara
- Pavel Zbořil – bicí
- Filip Jelínek – pozoun, aranžmá
- Radek Kašpar – altsaxofon, tenorsaxofon, klarinet
- František Kop – tenorsaxofon, sopránsaxofon, altsaxofon, flétna, basklarinet

Ostatní
- Tereza Černochová – hlas
- James Cole – hlas
- Jaromír Bosák – hlas
- Matěj Ruppert – hlas